# Epidemia de SARS
A epidemia de síndrome respiratória aguda grave ou epidemia de SARS (em inglês:  SARS –  severe acute respiratory syndrome) aconteceu entre 2002 e 2004 e foi ocasionada pela síndrome respiratória aguda grave (SARS), doença causada pelo coronavírus SARS-CoV. A doença foi identificada pela primeira vez em Foshan, Cantão, China em 16 de novembro de 2002.
Mais de 8.000 pessoas foram infectadas em 29 países e pelo menos 774 morreram. A maior parte da epidemia durou por oito meses, quando em 5 de julho de 2003 a Organização Mundial da Saúde (OMS) declarou a SARS como contida. No entanto, vários casos de SARS foram relatados até maio de 2004.
Em dezembro de 2019, o SARS-CoV-2, outro coronavírus do mesmo grupo do SARS-CoV, foi descoberto em Wuhan, Hubei, China. Esse coronavírus causou a atual pandemia de COVID-19.